# Tour de Suisse 2011
Tour de Suisse 2011 var den 75. udgave af cykelløbet Tour de Suisse og blev arrangeret fra 11. til 19. juni 2011. Løbet startede i Lugano, og blev afsluttet i Schaffhausen. Levi Leipheimer vandt samlet, 4 sekunder foran Damiano Cunego.
Udover de 18 ProTeams, blev Team NetApp og Team Type 1-Sanofi Aventis inviteret.

## Oversigt
| Etape   | Start            | Mål              | km       | Dato     | Vinder                  | Samlet                  |
| ------- | ---------------- | ---------------- | -------- | -------- | ----------------------- | ----------------------- |
| 1 (ITT) | Lugano           | Lugano           | 7,3 km   | 11. juni | Fabian Cancellara (LEO) | Fabian Cancellara (LEO) |
| 2       | Airolo           | Crans-Montana    | 149 km   | 12. juni | Mauricio Soler (MOV)    | Mauricio Soler (MOV)    |
| 3       | Brig-Glis        | Grindelwald      | 107,6 km | 13. juni | Peter Sagan (LIQ)       | Damiano Cunego (LAM)    |
| 4       | Grindelwald      | Huttwil          | 198,4 km | 14. juni | Thor Hushovd (GRM)      | Damiano Cunego (LAM)    |
| 5       | Huttwil          | Tobel-Tägerschen | 204,2 km | 15. juni | Borut Božič (VCD)       | Damiano Cunego (LAM)    |
| 6       | Tobel-Tägerschen | Malbun           | 157,7 km | 16. juni | Steven Kruijswijk (RAB) | Damiano Cunego (LAM)    |
| 7       | Vaduz            | Serfaus          | 222,8 km | 17. juni | Thomas De Gendt (VCD)   | Damiano Cunego (LAM)    |
| 8       | Tübach           | Schaffhausen     | 167,3 km | 18. juni | Peter Sagan (LIQ)       | Damiano Cunego (LAM)    |
| 9 (ITT) | Schaffhausen     | Schaffhausen     | 32,1 km  | 19. juni | Fabian Cancellara (LEO) | Levi Leipheimer (RSH)   |

## Etaper

### 1. etape
Lørdag 11. juni – Lugano, 7,3 km (ITT)
| Resultat og samlede stilling efter 1. etape \| \| Rytter \| Hold \| Tid \| \| -- \| ------------------------ \| ------------------- \| ---- \| \| 1 \| Fabian Cancellara (SUI) \| Team Leopard-Trek \| 9.41 \| \| 2 \| Tejay van Garderen (USA) \| HTC-Highroad \| + 9 \| \| 3 \| Peter Sagan (SVK) \| Liquigas-Cannondale \| + 17 \| \| 4 \| Gustav Larsson (SWE) \| Saxo Bank-SunGard \| + 17 \| \| 5 \| Andreas Klöden (GER) \| Team RadioShack \| + 18 \| \| 6 \| Tom Danielson (USA) \| Garmin-Cervélo \| + 20 \| \| 7 \| Peter Velits (SVK) \| HTC-Highroad \| + 21 \| \| 8 \| Bauke Mollema (NED) \| Rabobank \| + 22 \| \| 9 \| Levi Leipheimer (USA) \| Team RadioShack \| + 22 \| \| 10 \| Linus Gerdemann (GER) \| Team Leopard-Trek \| + 22 \| |                          |                     |      |
| | Rytter                   | Hold                | Tid  |
| 1 | Fabian Cancellara (SUI)  | Team Leopard-Trek   | 9.41 |
| 2 | Tejay van Garderen (USA) | HTC-Highroad        | + 9  |
| 3 | Peter Sagan (SVK)        | Liquigas-Cannondale | + 17 |
| 4 | Gustav Larsson (SWE)     | Saxo Bank-SunGard   | + 17 |
| 5 | Andreas Klöden (GER)     | Team RadioShack     | + 18 |
| 6 | Tom Danielson (USA)      | Garmin-Cervélo      | + 20 |
| 7 | Peter Velits (SVK)       | HTC-Highroad        | + 21 |
| 8 | Bauke Mollema (NED)      | Rabobank            | + 22 |
| 9 | Levi Leipheimer (USA)    | Team RadioShack     | + 22 |
| 10 | Linus Gerdemann (GER)    | Team Leopard-Trek   | + 22 |

### 2. etape
Søndag 12. juni – Airolo – Crans-Montana, 149 km
|    | Rytter                   | Hold                | Tid     |
| -- | ------------------------ | ------------------- | ------- |
| 1  | Mauricio Soler (COL)     | Movistar Team       | 4:23.20 |
| 2  | Damiano Cunego (ITA)     | Lampre-ISD          | + 12    |
| 3  | Fränk Schleck (LUX)      | Team Leopard-Trek   | + 12    |
| 4  | Danilo Di Luca (ITA)     | Team Katusha        | + 16    |
| 5  | Bauke Mollema (NED)      | Rabobank            | + 18    |
| 6  | Levi Leipheimer (USA)    | Team RadioShack     | + 34    |
| 7  | Tejay van Garderen (USA) | HTC-Highroad        | + 36    |
| 8  | Mathias Frank (SUI)      | BMC Racing Team     | + 39    |
| 9  | Eros Capecchi (ITA)      | Liquigas-Cannondale | + 47    |
| 10 | Laurens ten Dam (NED)    | Rabobank            | + 47    |

|    | Rytter                   | Hold                | Tid     |
| -- | ------------------------ | ------------------- | ------- |
| 1  | Mauricio Soler (COL)     | Movistar Team       | 4:33.19 |
| 2  | Damiano Cunego (ITA)     | Lampre-ISD          | + 16    |
| 3  | Bauke Mollema (NED)      | Rabobank            | + 22    |
| 4  | Tejay van Garderen (USA) | HTC-Highroad        | + 27    |
| 5  | Fränk Schleck (LUX)      | Team Leopard-Trek   | + 31    |
| 6  | Levi Leipheimer (USA)    | Team RadioShack     | + 38    |
| 7  | Danilo Di Luca (ITA)     | Team Katusha        | + 39    |
| 8  | Mathias Frank (SUI)      | BMC Racing Team     | + 52    |
| 9  | Chris Froome (GBR)       | Team Sky            | + 1.02  |
| 10 | Eros Capecchi (ITA)      | Liquigas-Cannondale | + 1.05  |

### 3. etape
Mandag 13. juni – Brig-Glis – Grindelwald, 107,6 km
|    | Rytter                   | Hold                | Tid     |
| -- | ------------------------ | ------------------- | ------- |
| 1  | Peter Sagan (SVK)        | Liquigas-Cannondale | 3:09.47 |
| 2  | Damiano Cunego (ITA)     | Lampre-ISD          | s.t.    |
| 3  | Jakob Fuglsang (DEN)     | Team Leopard-Trek   | + 21    |
| 4  | Laurens ten Dam (NED)    | Rabobank            | + 21    |
| 5  | Giampaolo Caruso (ITA)   | Team Katusha        | + 48    |
| 6  | Tejay van Garderen (USA) | HTC-Highroad        | + 1.04  |
| 7  | Fränk Schleck (LUX)      | Team Leopard-Trek   | + 1.04  |
| 8  | Bauke Mollema (NED)      | Rabobank            | + 1.04  |
| 9  | Mauricio Soler (COL)     | Movistar Team       | + 1.04  |
| 10 | Francis De Greef (BEL)   | Omega Pharma-Lotto  | + 1.04  |

|    | Rytter                   | Hold              | Tid     |
| -- | ------------------------ | ----------------- | ------- |
| 1  | Damiano Cunego (ITA)     | Lampre-ISD        | 7:43.16 |
| 2  | Mauricio Soler (COL)     | Movistar Team     | + 54    |
| 3  | Bauke Mollema (NED)      | Rabobank          | + 1.16  |
| 4  | Laurens ten Dam (NED)    | Rabobank          | + 1.19  |
| 5  | Tejay van Garderen (USA) | HTC-Highroad      | + 1.21  |
| 6  | Fränk Schleck (LUX)      | Team Leopard-Trek | + 1.25  |
| 7  | Jakob Fuglsang (DEN)     | Team Leopard-Trek | + 1.32  |
| 8  | Danilo Di Luca (ITA)     | Team Katusha      | + 1.53  |
| 9  | Steven Kruijswijk (NED)  | Rabobank          | + 2.00  |
| 10 | Levi Leipheimer (USA)    | Team RadioShack   | + 2.10  |

### 4. etape
Tirsdag 14. juni – Grindelwald – Huttwil, 198,4 km
|    | Rytter                   | Hold                | Tid     |
| -- | ------------------------ | ------------------- | ------- |
| 1  | Thor Hushovd (NOR)       | Garmin-Cervélo      | 4:46.05 |
| 2  | Peter Sagan (SVK)        | Liquigas-Cannondale | s.t.    |
| 3  | Marco Marcato (ITA)      | Vacansoleil-DCM     | + 2     |
| 4  | José Joaquín Rojas (ESP) | Movistar Team       | + 2     |
| 5  | Óscar Freire (ESP)       | Rabobank            | + 2     |
| 6  | Enrico Gasparotto (ITA)  | Astana Pro Team     | + 2     |
| 7  | Greg Van Avermaet (BEL)  | BMC Racing Team     | + 2     |
| 8  | Zdeněk Štybar (CZE)      | Quick Step          | + 2     |
| 9  | Tom Boonen (BEL)         | Quick Step          | + 2     |
| 10 | Daryl Impey (RSA)        | Team NetApp         | + 2     |

|    | Rytter                   | Hold              | Tid      |
| -- | ------------------------ | ----------------- | -------- |
| 1  | Damiano Cunego (ITA)     | Lampre-ISD        | 12:29.23 |
| 2  | Mauricio Soler (COL)     | Movistar Team     | + 54     |
| 3  | Bauke Mollema (NED)      | Rabobank          | + 1.16   |
| 4  | Laurens ten Dam (NED)    | Rabobank          | + 1.19   |
| 5  | Tejay van Garderen (USA) | HTC-Highroad      | + 1.21   |
| 6  | Fränk Schleck (LUX)      | Team Leopard-Trek | + 1.25   |
| 7  | Jakob Fuglsang (DEN)     | Team Leopard-Trek | + 1.32   |
| 8  | Danilo Di Luca (ITA)     | Team Katusha      | + 1.53   |
| 9  | Steven Kruijswijk (NED)  | Rabobank          | + 2.00   |
| 10 | Levi Leipheimer (USA)    | Team RadioShack   | + 2.10   |

### 5. etape
Onsdag 15. juni – Huttwil – Tobel-Tägerschen, 204,2 km
|    | Rytter                   | Hold                | Tid     |
| -- | ------------------------ | ------------------- | ------- |
| 1  | Borut Božič (SLO)        | Vacansoleil-DCM     | 4:44.48 |
| 2  | Óscar Freire (ESP)       | Rabobank            | s.t.    |
| 3  | Peter Sagan (SVK)        | Liquigas-Cannondale | s.t.    |
| 4  | Tejay van Garderen (USA) | HTC-Highroad        | s.t.    |
| 5  | José Joaquín Rojas (ESP) | Movistar Team       | s.t.    |
| 6  | Marco Marcato (ITA)      | Vacansoleil-DCM     | s.t.    |
| 7  | Anthony Ravard (FRA)     | Ag2r-La Mondiale    | s.t.    |
| 8  | Linus Gerdemann (GER)    | Team Leopard-Trek   | s.t.    |
| 9  | Greg Van Avermaet (BEL)  | BMC Racing Team     | s.t.    |
| 10 | Ben Swift (GBR)          | Team Sky            | s.t.    |

|    | Rytter                   | Hold              | Tid      |
| -- | ------------------------ | ----------------- | -------- |
| 1  | Damiano Cunego (ITA)     | Lampre-ISD        | 17:14.11 |
| 2  | Mauricio Soler (COL)     | Movistar Team     | + 54     |
| 3  | Bauke Mollema (NED)      | Rabobank          | + 1.16   |
| 4  | Laurens ten Dam (NED)    | Rabobank          | + 1.19   |
| 5  | Tejay van Garderen (USA) | HTC-Highroad      | + 1.21   |
| 6  | Fränk Schleck (LUX)      | Team Leopard-Trek | + 1.25   |
| 7  | Jakob Fuglsang (DEN)     | Team Leopard-Trek | + 1.32   |
| 8  | Danilo Di Luca (ITA)     | Team Katusha      | + 1.53   |
| 9  | Steven Kruijswijk (NED)  | Rabobank          | + 2.00   |
| 10 | Levi Leipheimer (USA)    | Team RadioShack   | + 2.10   |

### 6. etape
Torsdag 16. juni – Tobel-Tägerschen –  Malbun, 157,7 km
|    | Rytter                  | Hold              | Tid     |
| -- | ----------------------- | ----------------- | ------- |
| 1  | Steven Kruijswijk (NED) | Rabobank          | 4.12.03 |
| 2  | Levi Leipheimer (USA)   | Team RadioShack   | + 9     |
| 3  | Damiano Cunego (ITA)    | Lampre-ISD        | + 18    |
| 4  | Bauke Mollema (NED)     | Rabobank          | + 21    |
| 5  | Giampaolo Caruso (ITA)  | Team Katusha      | + 21    |
| 6  | Fränk Schleck (LUX)     | Team Leopard-Trek | + 30    |
| 7  | Mathias Frank (SUI)     | BMC Racing Team   | + 30    |
| 8  | Laurens ten Dam (NED)   | Rabobank          | + 1.19  |
| 9  | Jakob Fuglsang (DEN)    | Team Leopard-Trek | + 1.27  |
| 10 | Tom Danielson (USA)     | Garmin-Cervélo    | + 1.42  |

|    | Rytter                   | Hold              | Tid      |
| -- | ------------------------ | ----------------- | -------- |
| 1  | Damiano Cunego (ITA)     | Lampre-ISD        | 21:26.28 |
| 2  | Bauke Mollema (NED)      | Rabobank          | + 1.23   |
| 3  | Steven Kruijswijk (NED)  | Rabobank          | + 1.36   |
| 4  | Fränk Schleck (LUX)      | Team Leopard-Trek | + 1.41   |
| 5  | Levi Leipheimer (USA)    | Team RadioShack   | + 1.59   |
| 6  | Laurens ten Dam (NED)    | Rabobank          | + 2.24   |
| 7  | Jakob Fuglsang (DEN)     | Team Leopard-Trek | + 2.45   |
| 8  | Mathias Frank (SUI)      | BMC Racing Team   | + 3.10   |
| 9  | Giampaolo Caruso (ITA)   | Team Katusha      | + 3.11   |
| 10 | Tejay van Garderen (USA) | HTC-Highroad      | + 3.22   |

### 7. etape
Fredag 17. juni –  Vaduz –   Serfaus, 222,8 km
|    | Rytter                      | Hold               | Tid     |
| -- | --------------------------- | ------------------ | ------- |
| 1  | Thomas De Gendt (BEL)       | Vacansoleil-DCM    | 5:38.42 |
| 2  | Andy Schleck (LUX)          | Team Leopard-Trek  | + 35    |
| 3  | José Joaquín Rojas (ESP)    | Movistar Team      | + 48    |
| 4  | Christian Vande Velde (USA) | Garmin-Cervélo     | + 51    |
| 5  | Alberto Losada (ESP)        | Team Katusha       | + 54    |
| 6  | Sergej Lagutin (UZB)        | Vacansoleil-DCM    | + 1.33  |
| 7  | Jan Bakelants (BEL)         | Omega Pharma-Lotto | + 1.34  |
| 8  | Marco Marcato (ITA)         | Vacansoleil-DCM    | + 2.30  |
| 9  | George Hincapie (USA)       | BMC Racing Team    | + 2.30  |
| 10 | Manuele Boaro (ITA)         | Saxo Bank-SunGard  | + 2.30  |

|    | Rytter                   | Hold              | Tid      |
| -- | ------------------------ | ----------------- | -------- |
| 1  | Damiano Cunego (ITA)     | Lampre-ISD        | 27:09.49 |
| 2  | Bauke Mollema (NED)      | Rabobank          | + 1.23   |
| 3  | Steven Kruijswijk (NED)  | Rabobank          | + 1.36   |
| 4  | Fränk Schleck (LUX)      | Team Leopard-Trek | + 1.41   |
| 5  | Levi Leipheimer (USA)    | Team RadioShack   | + 1.59   |
| 6  | Jakob Fuglsang (DEN)     | Team Leopard-Trek | + 2.38   |
| 7  | Mathias Frank (SUI)      | BMC Racing Team   | + 3.10   |
| 8  | Laurens ten Dam (NED)    | Rabobank          | + 3.10   |
| 9  | Giampaolo Caruso (ITA)   | Team Katusha      | + 3.11   |
| 10 | Tejay van Garderen (USA) | HTC-Highroad      | + 3.22   |

### 8. etape
Lørdag 18. juni – Tübach – Schaffhausen, 167,3 km
|    | Rytter                   | Hold                | Tid     |
| -- | ------------------------ | ------------------- | ------- |
| 1  | Peter Sagan (SVK)        | Liquigas-Cannondale | 3:52.00 |
| 2  | Matthew Goss (AUS)       | HTC-Highroad        | s.t.    |
| 3  | Ben Swift (GBR)          | Team Sky            | s.t.    |
| 4  | Koldo Fernández (ESP)    | Euskaltel-Euskadi   | s.t.    |
| 5  | Thor Hushovd (NOR)       | Garmin-Cervélo      | s.t.    |
| 6  | José Joaquín Rojas (ESP) | Movistar Team       | s.t.    |
| 7  | Gerald Ciolek (GER)      | Quick Step          | s.t.    |
| 8  | Ian Stannard (GBR)       | Team Sky            | s.t.    |
| 9  | Simon Clarke (AUS)       | Astana Pro Team     | s.t.    |
| 10 | Tejay van Garderen (USA) | HTC-Highroad        | s.t.    |

|    | Rytter                   | Hold              | Tid      |
| -- | ------------------------ | ----------------- | -------- |
| 1  | Damiano Cunego (ITA)     | Lampre-ISD        | 31:01.49 |
| 2  | Steven Kruijswijk (NED)  | Rabobank          | + 1.36   |
| 3  | Fränk Schleck (LUX)      | Team Leopard-Trek | + 1.41   |
| 4  | Levi Leipheimer (USA)    | Team RadioShack   | + 1.59   |
| 5  | Bauke Mollema (NED)      | Rabobank          | + 2.11   |
| 6  | Jakob Fuglsang (DEN)     | Team Leopard-Trek | + 2.38   |
| 7  | Laurens ten Dam (NED)    | Rabobank          | + 3.10   |
| 8  | Giampaolo Caruso (ITA)   | Team Katusha      | + 3.11   |
| 9  | Mathias Frank (SUI)      | BMC Racing Team   | + 3.20   |
| 10 | Tejay van Garderen (USA) | HTC-Highroad      | + 3.22   |

### 9. etape
Søndag 19. juni – Schaffhausen, 32,1 km (ITT)
|    | Rytter                      | Hold              | Tid    |
| -- | --------------------------- | ----------------- | ------ |
| 1  | Fabian Cancellara (SUI)     | Team Leopard-Trek | 41.01  |
| 2  | Andreas Klöden (GER)        | Team RadioShack   | + 9    |
| 3  | Levi Leipheimer (USA)       | Team RadioShack   | + 13   |
| 4  | Nélson Oliveira (POR)       | Team RadioShack   | + 25   |
| 5  | Tom Danielson (USA)         | Garmin-Cervélo    | + 38   |
| 6  | Gustav Larsson (SWE)        | Saxo Bank-SunGard | + 41   |
| 7  | Jakob Fuglsang (DEN)        | Team Leopard-Trek | + 44   |
| 8  | Thomas De Gendt (BEL)       | Vacansoleil-DCM   | + 48   |
| 9  | Chris Froome (GBR)          | Team Sky          | + 1.02 |
| 10 | Christian Vande Velde (USA) | Garmin-Cervélo    | + 1.04 |

|    | Rytter                  | Hold              | Tid      |
| -- | ----------------------- | ----------------- | -------- |
| 1  | Levi Leipheimer (USA)   | Team RadioShack   | 31:45.02 |
| 2  | Damiano Cunego (ITA)    | Lampre-ISD        | + 4      |
| 3  | Steven Kruijswijk (NED) | Rabobank          | + 1.02   |
| 4  | Jakob Fuglsang (DEN)    | Team Leopard-Trek | + 1.10   |
| 5  | Bauke Mollema (NED)     | Rabobank          | + 2.05   |
| 6  | Mathias Frank (SUI)     | BMC Racing Team   | + 2.24   |
| 7  | Fränk Schleck (LUX)     | Team Leopard-Trek | + 2.35   |
| 8  | Laurens ten Dam (NED)   | Rabobank          | + 3.11   |
| 9  | Tom Danielson (USA)     | Garmin-Cervélo    | + 3.17   |
| 10 | Maxime Monfort (BEL)    | Team Leopard-Trek | + 4.12   |

## Trøjerne dag for dag
| Etape  | Vinder            | Samlede stilling  | Bjergkonkurrencen | Pointkonkurrencen  | Sprintkonkurrencen | Holdkonkurrencen  |
| ------ | ----------------- | ----------------- | ----------------- | ------------------ | ------------------ | ----------------- |
| 1      | Fabian Cancellara | Fabian Cancellara | ikke tildelt      | Fabian Cancellara  | ikke tildelt       | Team Leopard-Trek |
| 2      | Mauricio Soler    | Mauricio Soler    | Matti Breschel    | Tejay van Garderen | Lloyd Mondory      | Rabobank          |
| 3      | Peter Sagan       | Damiano Cunego    | Laurens ten Dam   | Peter Sagan        | Lloyd Mondory      | Rabobank          |
| 4      | Thor Hushovd      | Damiano Cunego    | Laurens ten Dam   | Peter Sagan        | Lloyd Mondory      | Rabobank          |
| 5      | Borut Božič       | Damiano Cunego    | Laurens ten Dam   | Peter Sagan        | Lloyd Mondory      | Rabobank          |
| 6      | Steven Kruijswijk | Damiano Cunego    | Laurens ten Dam   | Peter Sagan        | Lloyd Mondory      | Rabobank          |
| 7      | Thomas De Gendt   | Damiano Cunego    | Andy Schleck      | Peter Sagan        | Lloyd Mondory      | Team Leopard-Trek |
| 8      | Peter Sagan       | Damiano Cunego    | Andy Schleck      | Peter Sagan        | Lloyd Mondory      | Team Leopard-Trek |
| 9      | Fabian Cancellara | Levi Leipheimer   | Andy Schleck      | Peter Sagan        | Lloyd Mondory      | Team Leopard-Trek |
| Vinder | Vinder            | Levi Leipheimer   | Andy Schleck      | Peter Sagan        | Lloyd Mondory      | Team Leopard-Trek |

## Slutresultater

### Samlet stilling
|    | Rytter            | Hold                   | Tid       |
| -- | ----------------- | ---------------------- | --------- |
| 1  | Levi Leipheimer   | Team RadioShack        | 31:45.02  |
| 2  | Damiano Cunego    | Lampre-ISD             | + 4       |
| 3  | Steven Kruijswijk | Rabobank               | + 1.02    |
| 4  | Jakob Fuglsang    | Team Leopard-Trek      | + 1.10    |
| 5  | Bauke Mollema     | Rabobank               | + 2.05    |
| 6  | Mathias Frank     | BMC Racing Team        | + 2.24    |
| 7  | Fränk Schleck     | Team Leopard-Trek      | + 2.35    |
| 8  | Laurens ten Dam   | Rabobank               | + 3.11    |
| 9  | Tom Danielson     | Garmin-Cervélo         | + 3.17    |
| 10 | Maxime Monfort    | Team Leopard-Trek      | + 4.12    |
| 27 | Mads Christensen  | Team Saxo Bank-SunGard | + 27.04   |
| 87 | Matti Breschel    | Rabobank               | + 1:09.45 |

### Pointkonkurrencen
|    | Rytter             | Hold                | Point |
| -- | ------------------ | ------------------- | ----- |
| 1  | Peter Sagan        | Liquigas-Cannondale | 86    |
| 2  | José Joaquín Rojas | Team Movistar       | 50    |
| 3  | Tejay van Garderen | Team HTC-Highroad   | 44    |
| 15 | Jakob Fuglsang     | Team Leopard-Trek   | 21    |

### Bjergkonkurrencen
|    | Rytter          | Hold              | Point |
| -- | --------------- | ----------------- | ----- |
| 1  | Andy Schleck    | Team Leopard-Trek | 44    |
| 2  | Laurens ten Dam | Rabobank          | 35    |
| 3  | Damiano Cunego  | Lampre-ISD        | 30    |
| 6  | Matti Breschel  | Rabobank          | 20    |
| 18 | Jakob Fuglsang  | Team Leopard-Trek | 10    |

### Sprintkonkurrencen
|    | Rytter           | Hold              | Point |
| -- | ---------------- | ----------------- | ----- |
| 1  | Lloyd Mondory    | AG2R La Mondiale  | 27    |
| 2  | Thomas De Gendt  | Vacansoleil-DCM   | 12    |
| 3  | Sylvain Chavanel | Quick Step        | 11    |
| 18 | Jakob Fuglsang   | Team Leopard-Trek | 1     |

### Holdkonkurrencen
|    | Hold                   | Tid       |
| -- | ---------------------- | --------- |
| 1  | Team Leopard-Trek      | 95:14.32  |
| 2  | Rabobank               | + 6.56    |
| 3  | Team Movistar          | + 23.32   |
| 14 | Team Saxo Bank-SunGard | + 1:24.23 |